# (4270) Juanvictoria
(4270) Juanvictoria est un astéroïde de la ceinture principale.

## Description
(4270) Juanvictoria est un astéroïde de la ceinture principale. Il fut découvert le 1er octobre 1975 à El Leoncito par l'observatoire Félix-Aguilar. Il présente une orbite caractérisée par un demi-grand axe de 2,37 UA, une excentricité de 0,18 et une inclinaison de 12,2° par rapport à l'écliptique.

## Compléments